# Everything Has Changed
«Everything Has Changed» — шостий сингл четвертого студійного альбому американської попспівачки Тейлор Свіфт — Red. В США сингл вийшов 24 червня 2013 року. Пісня написана Тейлор Свіфт та Едом Шираном; спродюсована Бутчем Вокером.

## Музичне відео
Прем'єра музичного відео відбулася 6 червня 2013 року на YouTube. Відеокліп зрежисовано Філіпом Андельманом. Зйомки проходили в Оак-Парку штату Каліфорнія та Сан-Антоніо штату Техас. Відео починається з того, що двоє дітей, які спочатку здаються Свіфт і Шираном, коли вони були набагато молодшими, зустрічають один одного в автобусі, що йде до початкової школи. Протягом усього відео двоє дітей влаштовують свої «юнацькі ігри», включаючи малювання облич крейдою, прикидаючись принцесою та лицарем, та танцюючи один з одним у порожньому шкільному спортзалі. Наприкінці відео з'являються Свіфт та Ширан і виявляються батьками своїх дітей, які приїжджають до школи, щоб забрати їх та відвезти додому.
Станом на березень 2024 року музичне відео набрало 407 мільйонів переглядів на відеохостингу YouTube.

## Список завантажень
Цифрове завантаження
1. «Everything Has Changed» — 4:04

## Чарти
| Чарт (2013)                               | Місце |
| ----------------------------------------- | ----- |
| Australian Singles Chart                  | 28    |
| Belgium (Ultratop 50 Flanders) (Фландрія) | 8     |
| Canada (Canadian Hot 100)                 | 28    |
| Canada AC (Billboard)                     | 37    |
| Canada CHR/Top 40 (Billboard)             | 42    |
| Canada Hot AC (Billboard)                 | 34    |
| Euro Digital Songs (Billboard)            | 8     |
| Irish Singles Chart                       | 5     |
| New Zealand Recorded Music NZ             | 22    |
| Scotland (Official Charts Company)        | 7     |
| UK Singles (Official Charts Company)      | 7     |
| US Billboard Hot 100                      | 32    |
| US Adult Contemporary (Billboard)         | 11    |
| US Adult Top 40 (Billboard)               | 8     |
| US Mainstream Top 40 (Billboard)          | 14    |

## Продажі
| Країна               | Сертифікація (таблиця продажів та сертифікатів) | Продажі    |
| -------------------- | ----------------------------------------------- | ---------- |
| Австралія (ARIA)     | Платина                                         | +70,000    |
| Нова Зеландія (RMNZ) | Золото                                          | +7,500     |
| Британія (BPI)       | Золото                                          | +400,000   |
| США (RIAA)           | Платина                                         | +1,100,000 |

## Історія релізів
| Регіон   | Дата          | Формат                       | Лейбл                |
| -------- | ------------- | ---------------------------- | -------------------- |
| США      | 16 липня 2013 | Contemporary hit radio       | Big Machine Republic |
| США      | 23 липня 2013 | Цифрове завантаження реміксу | Big Machine          |
| Британія | 30 липня 2013 | Цифрове завантаження реміксу | Big Machine          |